# Cubla
Cubla település Spanyolországban, Teruel tartományban. Cubla La Puebla de Valverde, Camarena de la Sierra, Valacloche, Cascante del Río, Villel, Villastar és Teruel községekkel határos. Lakosainak száma 58 fő (2024).

## Népesség
A település népessége az utóbbi években az alábbiak szerint változott:
| Lakosok száma | 48   | 47   | 56   | 55   | 62   | 55   | 55   | 58   | 60   | 58   |
|               | 2001 | 2004 | 2007 | 2009 | 2012 | 2014 | 2017 | 2019 | 2022 | 2024 |